# 柳下重治
柳下 重治（やなぎした しげはる、1886年（明治19年）11月3日 - 1953年（昭和28年））は、大日本帝国陸軍軍人。最終階級は陸軍中将。

## 経歴
東京府出身。陸軍士官学校第19期、陸軍大学校第26期卒業。1922年（大正11年）8月、陸軍歩兵少佐に進級し、1923年（大正12年）9月時点で参謀本部部員の任にあった。1926年（大正15年）8月、陸軍歩兵中佐に進級し、1927年（昭和2年）1月に歩兵第78連隊附となった。1928年（昭和3年）3月、近衛師団参謀に転じ、1929年（昭和4年）9月に陸軍技術本部附となった。
1931年（昭和6年）8月1日、陸軍歩兵大佐進級と同時に第16師団司令部附となり、京都帝国大学に配属された。1933年（昭和8年）8月に歩兵第14連隊長（第12師団・歩兵第12旅団）、1934年（昭和9年）8月に第19師団参謀長と歴任した。
1936年（昭和11年）3月7日、陸軍少将進級と同時に歩兵第10旅団長に着任し、1937年（昭和12年）8月に憲兵司令部総務部長に転じた。1938年（昭和13年）8月に独立混成第3旅団長（北支那方面軍・第1軍）に就任し、日中戦争に出動。北部山西省の守備に任じ、山西省の各種作戦に参加した。1939年（昭和14年）3月9日、陸軍中将に進級、10月2日に参謀本部附となり、12月1日に待命、12月28日に予備役に編入された。
予備役編入後は職長教育指導協会総務理事、恩給金庫理事などを務め、1947年（昭和22年）11月28日、公職追放仮指定を受けた。